# Q币
Q币，是由腾讯推出的一种虚拟货币，市面上Q币充值卡的零售价是1Q币：1元人民币，但通过财付通充值是95折，通过其他代理商购买则可能更低。Q币可以购买腾讯公司提供的网络虚拟商品，或者增值服务。

## 爭議
- Q币可以通过固定电话进行购买，其费用计入固定电话费，因此出现了多起利用他人电话非法购买大量Q币的事件，且多为未成年人。
- 在腾讯旗下的“QQ游戏”中，Q币和游戏币可以互换，按“1Q币换10000游戏币，15000游戏币换1Q币”兑换，QQ游戏中可以利用Q币作为交易货币进行类似赌博的游戏活动。2007年3月，中國政府14個部委下文严禁倒卖虚拟货币后，腾讯公司关闭了这个兑换。[1]

## 充值方式
Q币的充值方式目前有如下几种（或更多）：
- Q币充值卡，腾讯在市面上出售的充值卡，零售价是30、50、100元，以价值的1：1出售（目前官方已停售"QQ卡"，市面上部分为代理商家的充值卡）
- 银行卡
- 财付通，售价是1:0.95
- 微信支付，售价是1:0.97
- 宽带帐号
- Esales
- Epay（限于广东用户）
- 声讯电话
- 电信卡（限于上海用户）
- 手机充值
- PayPal支付（目前无法充值，只能充值Q点）
- 淘宝网充值

## 链接
- QQ个人账户（页面存档备份，存于）
- Q币卡充值中心